# Cloosberg
Cloosberg är ett berg i Antarktis. Det ligger i Östantarktis. Nya Zeeland gör anspråk på området. Toppen på Cloosberg är 2 292 meter över havet, eller 469 meter över den omgivande terrängen. Bredden vid basen är 7,0 km.
Terrängen runt Cloosberg är huvudsakligen bergig, men den allra närmaste omgivningen är kuperad. Trakten är obefolkad. Det finns inga samhällen i närheten.